# Зополату Невис, Карлус Аугусту
Ка́рлус Аугу́сту Зопола́ту Не́вис (порт. Carlos Augusto Zopolato Neves [ˈkaʁ.lus awˈɡus.tu]; род. 7 января 1999, Кампинас, Сан-Паулу) — бразильский футболист, защитник итальянского клуба «Интернационале».

## Биография
Карлос Аугусто — воспитанник клуба «Коринтианс». 5 августа 2018 года в матче против «Атлетико Паранаэнсе» он дебютировал в бразильской Серии А.

## Титулы и достижения
- Чемпион штата Сан-Паулу (2): 2018 (не играл), 2019
- Финалист Кубка Бразилии (1): 2018 (не играл)

## Комментарии
1. ↑  В русскоязычных СМИ распространено некорректное по правилам практической транскрипции написание Карлос Аугусто.